# Suzuki Ignis
Este artículo habla sobre un vehículo comercializado con el nombre "Cruze", bajo las marcas Chevrolet y Holden, en el año 2001.

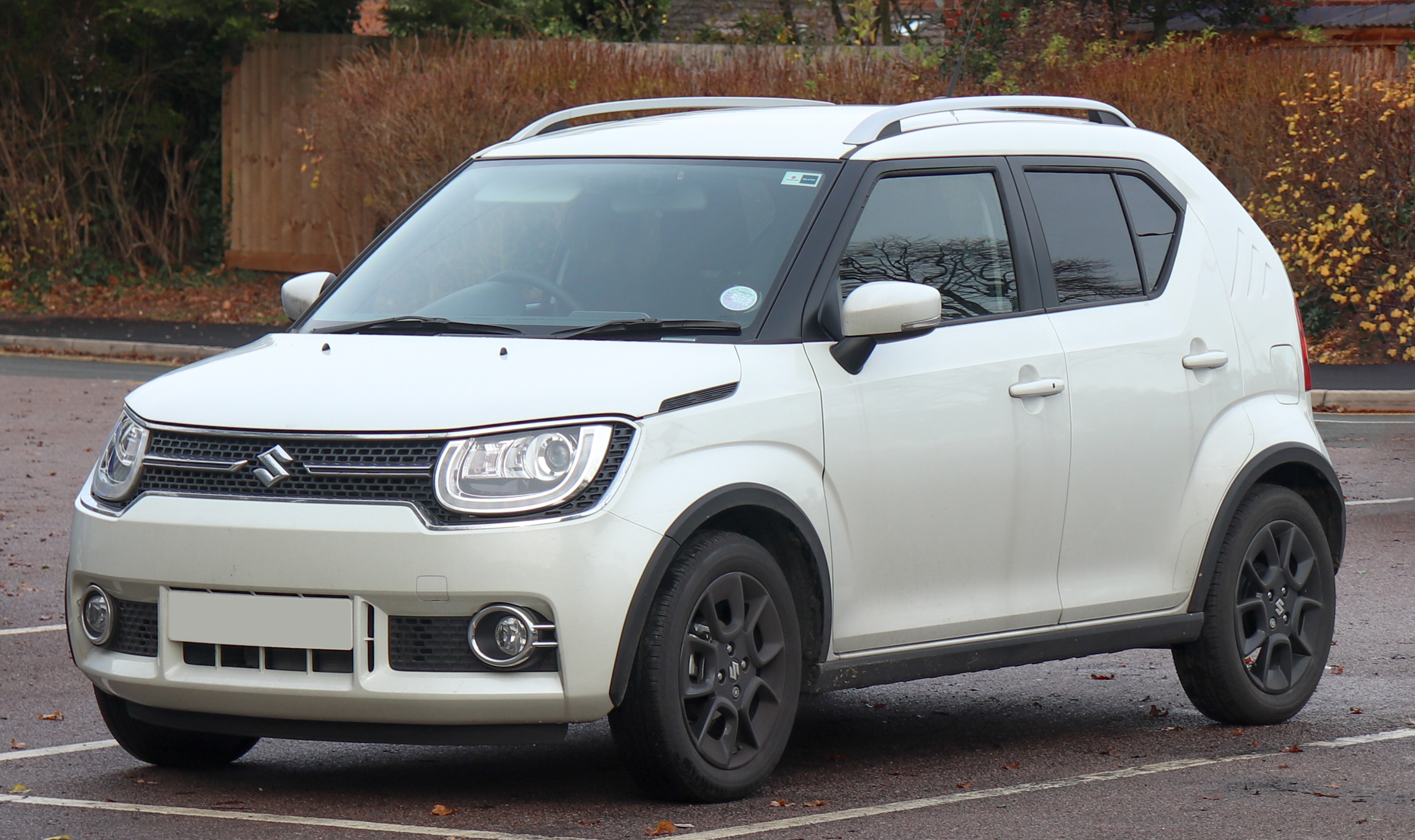
Suzuki Ignis modelo 2017

El Suzuki Ignis es un vehículo desarrollado por el fabricante japonés Suzuki y vendido desde 2000 bajo las marcas Suzuki, Chevrolet, Holden y Subaru. Sus rivales principales son el Daihatsu Terios y el Toyota Ist.
El Ignis tiene motor delantero transversal, tracción delantera o a las cuatro ruedas, y carrocería de tres o cinco puertas. El tres puertas, llamado "Ignis Sport", es más corto que el cinco puertas y se dejó de fabricar en 2002.
Los dos motores de gasolina del Ignis son un 1.3 litros y un 1.5 litros, ambos de cuatro cilindros en línea y cuatro válvulas por cilindro. Luego de las reestilización, el 1.3 litros pasó de desarrollar 83 CV de potencia máxima a 93 CV, en tanto que el 1.5 litros pasó de erogar 109 CV a 100 CV. En 2005 se añadió un motor Diésel proporcionado por Fiat S.p.A. un 1.3 litros con turbocompresor e inyección directa common-rail que desarrolla 69 CV.
Suzuki ha participado del Campeonato Mundial de Rally Junior con un Ignis modificado para cumplir la homologación Super 1600. El sueco Per-Gunnar Andersson fue campeón de 2004 pilotando este automóvil.
En Japón, este automóvil fue vendido a partir de 2001 bajo la marca Chevrolet y comercializado con el nombre de Chevrolet Cruze, siendo al mismo tiempo el primer vehículo en ser bautizado con esta denominación. Esta presentación se daría en el marco de la fusión entre Suzuki y General Motors para favorecer el ingreso de la marca Chevrolet en el mercado asiático. Finalmente, en 2002 la marca Subaru adoptaría el modelo y lo comercializaría en lugar de Chevrolet bajo la denominación Subaru G3X Justy. En forma homóloga, en Oceanía este coche fue comercializado bajo la marca australiana Holden, siendo bautizado como Holden Cruze. Finalmente, unos años más tarde General Motors retomaría el término Cruze para denominar a un automóvil de turismo del segmento C, que fuera presentado a nivel global bajo la marca Chevrolet, con excepción nuevamente de Oceanía donde la representación de GM es exclusiva de la firma Holden.
Volvieron a ser fabricados desde 2016 bajo el segmento crossover dedicado para el público joven.

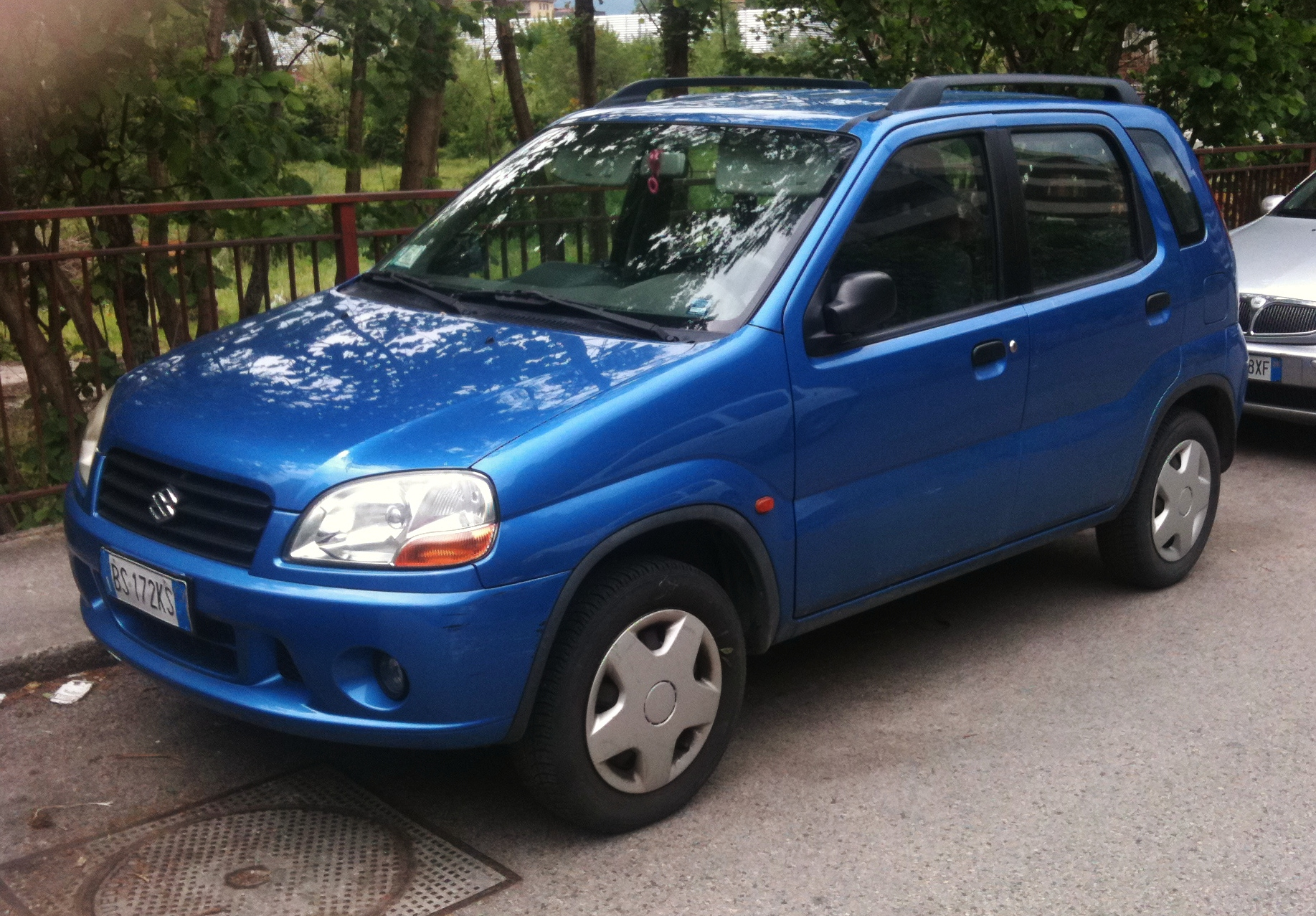
Suzuki Ignis 2003

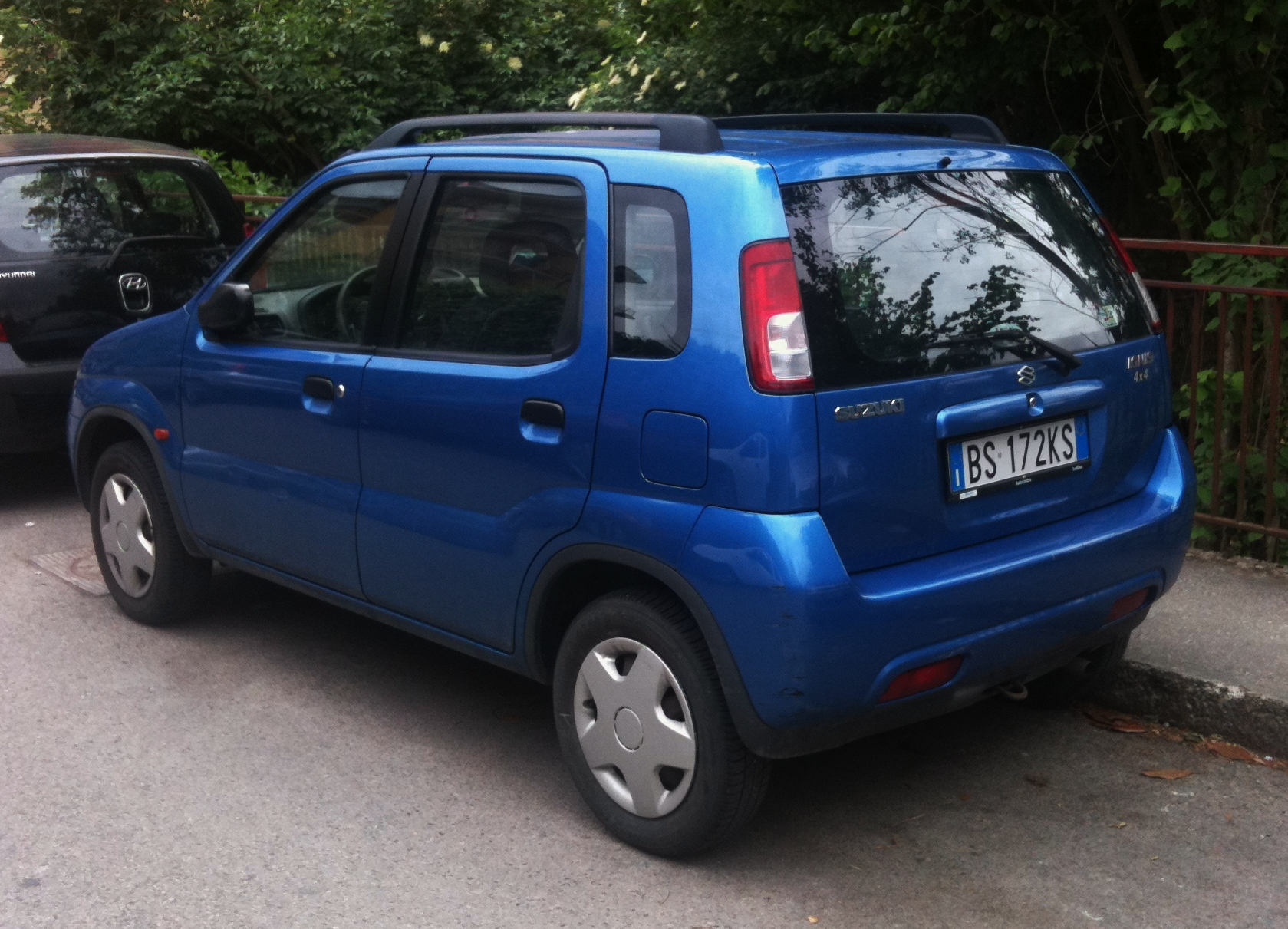
Suzuki Ignis 2003

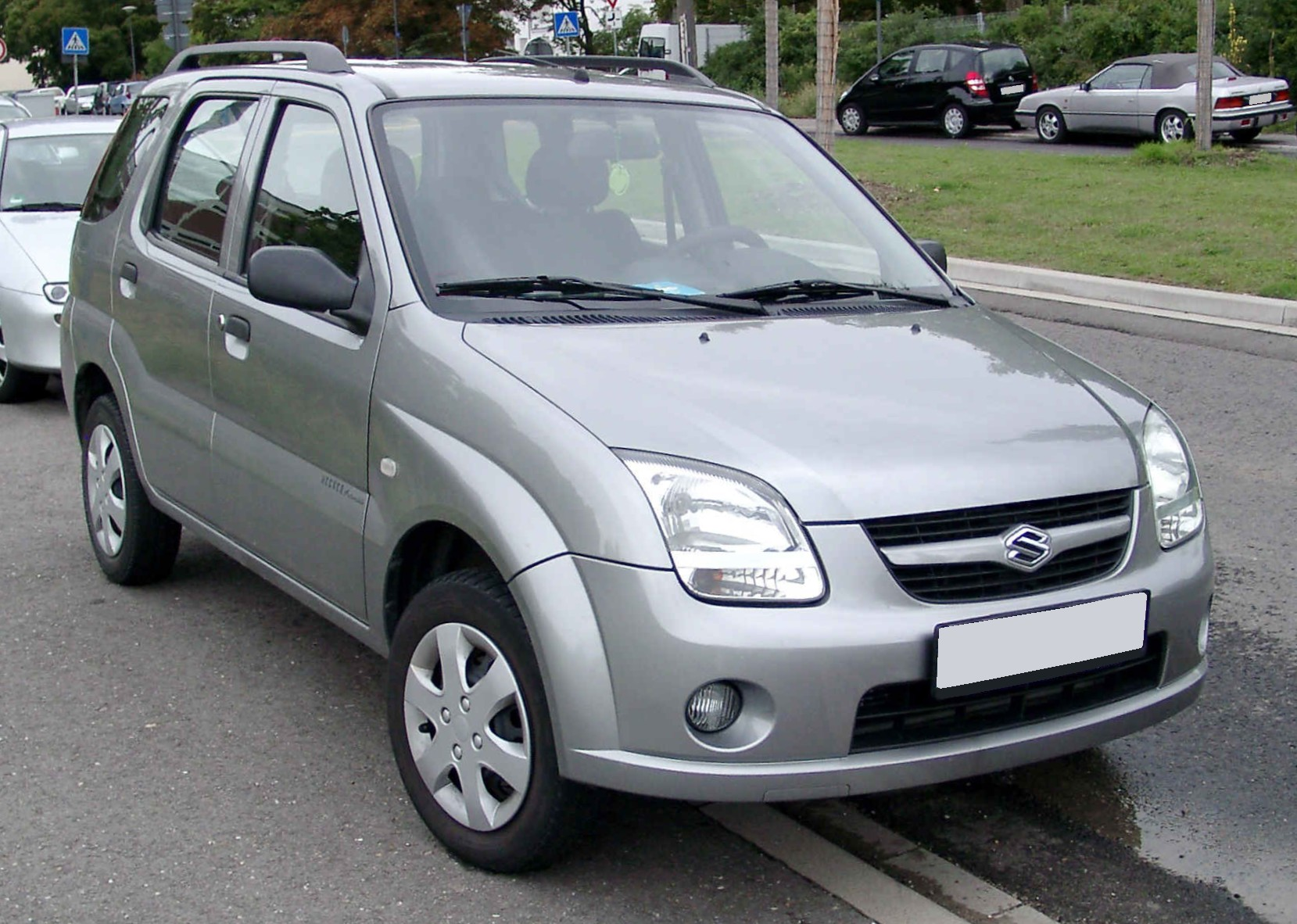
Suzuki Ignis 2003 a 2008